# Jørgen Rostrup
Jørgen Rostrup, född den 5 november 1978, är en norsk orienterare som blivit världsmästare fyra gånger, nordisk mästare två gånger och juniorvärldsmästare två gånger.